# رانچو پالوس وردس (کالیفرنیا)
رانچو پالوس وردس (به انگلیسی: Rancho Palos Verdes) شهری در شهرستان لس‌آنجلس، کالیفرنیا ایالت کالیفرنیا است که در سرشماری سال ۲۰۱۰ میلادی، ۴۱۶۴۳ نفر جمعیت داشته‌است.

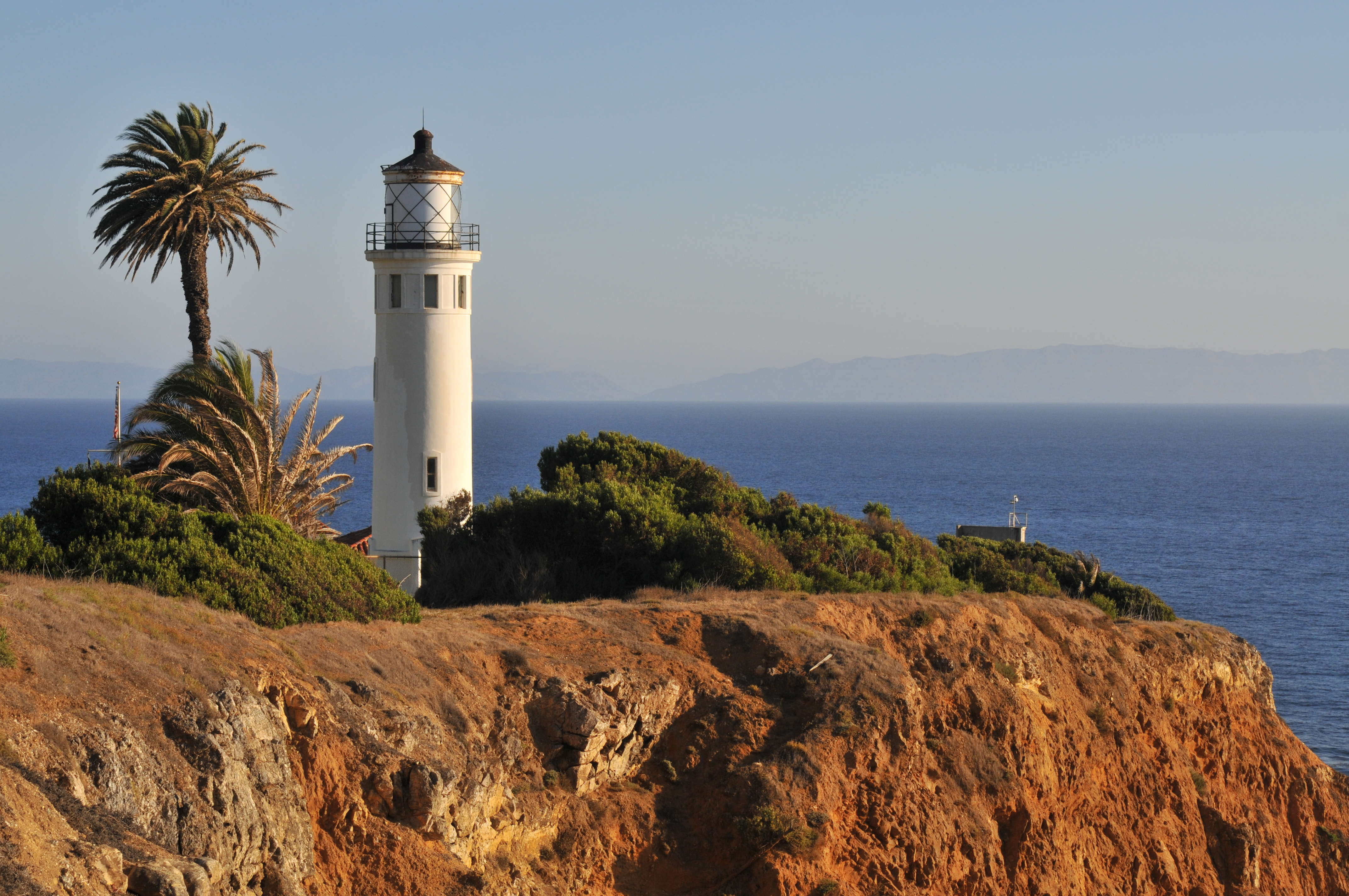
فانوس دریایی پوینت ویسنته در رانچو پالوس وردس، کالیفرنیا، ایالات متحده آمریکا، در شمال بندر لس آنجلس است. ۶۷ فوت (۲۰ متر) ارتفاع دارد و روی صخره ای با ارتفاع ۱۳۰ فوت (۴۰ متر) قرار دارد. این فانوس دریایی در سال ۱۹۸۰ به فهرست ملی اماکن تاریخی اضافه شد. این فانوس دریایی متعلق به دولت فدرال ایالات متحده است و توسط گارد ساحلی ایالات متحده آمریکا اداره می‌شود. معمولاً برای عموم باز نیست، اما نیروهای کمکی گارد ساحلی هر ماه یک بار تور برگزار می‌کنند و هر ساله برای جشنواره «نهنگ روز» شهر استفاده می‌شود.